# الغواصة الألمانية يو-406
غواصة يو-406 غواصة يو بوت ألمانية من الفئة السابعة سي بنيت لسلاح بحرية ألمانيا النازية كريغسمارينه، في أحواض فيرفت دانزيغ خلال الحرب العالمية الثانية.